# 中國生殉史
人殉，又稱生殉或活殉，是以活人陪葬，以繼續服務死者亡魂，保證死者亡魂的冥福，是古代喪葬常有的習俗。古代到民国时期，女性在丈夫逝世后殉夫成为社会风俗。

## 远古及夏朝
中国目前已发现的最早的确切人殉出现在良渚文化时期。大汶口文化的花厅北区中也有人祭和人殉的墓葬，并疑似受到了良渚文化习俗的影响。后来的龙山文化、二里头文化、齐家文化中都发现有殉人。二里头遗址的宫殿基址旁，有人骨埋葬形式不同于正常墓葬，其中有的人兽同穴，有的身首异处。

## 商朝

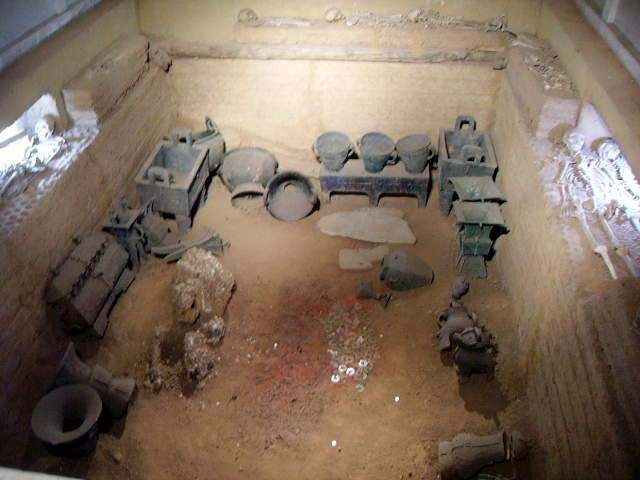
安陽殷墟婦好墓，兩旁可見殉葬的战俘

殷人尚鬼，認為死後有知，重視殉葬，有用战俘或亲兵、亲属作为殉葬者的風氣，和后世一样，这些既有自愿也有强制的情况。洹水北岸武官村一帶共發現了13座大墓，王陵区中發現有很多殉葬人群，这些头骨中甚至有很多是高加索人种、爱斯基摩人种和马来人种。商代殉人最严重的是安陽小屯侯家莊發掘的殷陵大墓M1001（商王武丁的陵墓），这里的殉葬者有164人。武丁之后商朝的人牲和人殉都在不断减少，商代晚期墓葬中明器越来越多见而用于祭祀的器物愈发少见，反映出殷人中至少部分群体逐渐有薄葬化的趋势。

## 周朝
《西京雜記》卷六記載：“幽王（周幽王）冢甚高壯，羨門既開，皆是石堊，拔除丈余深，乃得雲母深尺余。見百餘屍縱橫相藉，皆不朽。唯一男子，余皆女子，或坐或臥，亦猶有立者，衣服形色不異生人。”周王陵至今尚未被考古发现，而《西京雜記》的记载还有待考古证实。西周时期的宝鸡茹家庄西周墓、长安张家坡西周遗址、甘肃灵台白草坡西周墓、曲沃晋侯墓地、黎城西关西周墓（周代黎国为姬姓诸侯国，姬姓楷侯墓及其下属有殉人）、河南浚县辛村卫侯墓地、北京琉璃河燕侯墓地、陕西武功县黄家河西周墓、西安大原村西周墓、宁夏姚河塬遗址、曾国的郭家庙墓群等多地发现过殉人，尽管部分墓葬如卫侯大墓、燕侯大墓等已被严重盗掘而难以将尸体保存下来。东周时期的曾侯乙墓、临猗程村魏氏墓地、河南陕县后川魏氏墓地、汲县山彪镇M1墓（春秋晚期的魏氏贵族墓）、滕州薛国故城东周墓、莒南大店莒国贵族墓葬、中山王陵等地也均有殉人实例。西周的沣西车马坑中用人殉葬的比例之高并不亚于殷墟（沣西车马坑十一座, 保存较好的六坑中皆有一御奴随葬），而这里的战车形制属于周人的戎车风格。
而流行殉人的绛县横水墓葬的族属被学术界大多数人认为是戎狄、鬼方或怀姓九宗，但有学者用充分证据论证了绛县横水墓葬实际上是曲沃代翼时期晋国曲沃小宗的墓地，与之对应的大河口墓地则是曲沃代翼时期被击败而杀害的晋侯公室墓地。由于周人是后进性民族，两周时期的周人在使用人牲人殉的同时会普遍吸收商人和东夷的腰坑殉狗、日名、族徽等习俗（尤其是在西周前期），墓向、葬式、腰坑殉狗、日名、族徽、青铜器形制等已经很难成为直接界定周人与殷遗民或其他族群之间的标准，绛县横水墓葬中姬姓贵族墓葬吸收大量商文化因素是正常现象。
一直到春秋、战国时期人殉之风仍然很盛，其中“天子殺殉，眾者數百，寡者數十；將軍、大夫殺殉，眾者數十，寡者數人”（《墨子·節葬（下）》），例如曾侯乙墓中杀殉21个妻妾，河南固始“勾吴夫人墓”中杀殉17人等。《吴越春秋》则记载“吴王有女滕玉，因谋伐楚，与夫人及女会蒸鱼，王前尝半与女。女怒曰：王食鱼辱我！不愿久生，乃自杀。阖闾痛之。葬于国西阊门，外凿池积土，文石为椁。题凑为中，金鼎玉杯、银樽珠襦之宝，皆以送女。乃舞白鹤于吴市中，令万民随而观之。还使男女与鹤俱入羡门，因发机以掩之，杀生以送死，国人非之。湛庐之剑恶阖闾之无道也乃去。”从考古来看，吴王陵区的青龙山磨子顶墓有2具殉人和3个马牲，背山顶墓则有1具殉人和2个人牲，粮山二号墓发现有1具殉人和1个马牲，而吴王陵区还未得到系统的发掘。
《史记正义》引《括地志》：“齐桓公墓在临淄县南二十一里牛山上,亦名鼎足山,一名牛首岗,一所二坟。晋永嘉末,人发之，初得版，次得水银池，有气不得入。经数日，乃牵犬入中，得金蚕数十箔，珠襦、玉匣、缯彩、军器不可胜数。又以人殉葬，骸骨狼籍也。”《七国考》卷十《田齐丧制》引刘向云: “昔威王卒 ,从死者七十二人。”《左传·襄公二十五年》：「贾举、州绰、邴师、公孙敖、封具、铎父、襄伊、偻堙皆死。祝佗父祭于高唐，至，复命。不说弁而死于崔氏。申蒯，侍渔者，退谓其宰曰：‘尔以帑免，我将死。’其宰曰：‘免，是反子之义也。’与之皆死。」崔杼弑齐庄公后众人的反应体现了当时为君主殉死的风气。临淄齐国故城墓葬的发掘证明齐国殉人的现象很普遍，例如，临淄河崖头墓地M1的椁盖之上有1殉人，此墓已受到严重盗扰，其年代在西周晚期，而战国时期的临淄东夏庄LDM4杀殉19人、临淄郎家庄殉人墓至少杀殉有26人、临淄辛店齐鲁乙烯厂大墓中光5号墓就杀殉40人。一直要到战国晚期，齐墓的人殉现象才逐渐被俑殉完全取代。从春秋晚期开始，人殉现象已经逐渐受到社会上的广泛批评，在春秋战国之际殉葬习俗也受到了齐国部分贵族的主动摒弃，例如《礼记·檀弓下》记载，齐国大夫陈子车在卫国死后，其弟弟陈子亢反对其妻与家中大夫图谋殉葬，并威胁若真要殉葬就用子车的妻子与大夫陪葬，因而阻止了殉葬；陈乾昔临死时嘱咐让两个婢女殉葬，他死后，其子说：“以殉葬，非礼也，况又同棺乎？”
《战国策·赵策三》：“楼缓曰：’王亦闻夫公甫文伯母乎？公甫文伯官于鲁，病死。妇人为之自杀于房中者二八。其母闻之，不肯哭也。相室曰：‘焉有子死而不哭者乎？’其母曰：‘孔子，贤人也，逐于鲁，是人不随。今死，而妇人为死者十六人。若是者，其于长者薄，而于妇人厚？’”《韩诗外传》记载“鲁公甫文伯死，其母不哭也。季孙闻之曰：‘公甫文伯之母，贞女也。子死不哭，必有方矣。」使人问焉，对曰：「昔，是子也，吾使之事仲尼。仲尼去鲁，送之，不出鲁郊；赠之，不与家珍。病，不见士之视者；死，不见士之流泪者。死之日，宫女縗絰而从者十人。此不足於士，而有馀於妇人也。吾是以不哭也。」”《孔丛子·记义》则记载“公父文伯死，室人有从死者。其母怒而不哭。相室谏之。其母曰：‘孔子。天下之贤人也。不用于鲁。退而去。是子素宗之而不能随。今死而内人从死者二人焉。若此。于长者薄于妇人厚也。’”《国语·鲁语下》：“公父文伯卒，其母戒其妾曰：“吾闻之：好内，女死之；好外，士死之。今吾子夭死，吾恶其以好内闻也。”，说明当时有下属（士）和妻妾在主人去世后为之而死（殉葬）的习俗，公父文伯的母亲认为如果“好外”而士为之殉葬是可以接受的但“好内”会败坏名声，告诫其妻妾不要从死，但告诫无效。《左传·哀公三年》：秋，季孙有疾，命正常曰：「无死。南孺子之子，男也，则以告而立之。女也，则肥也可。」这说明鲁国统治者上层在季桓子之前是流行殉人习俗的，而季桓子特意嘱咐下属不要再为自己殉葬。

## 秦朝
《秦會要訂補》卷八“從死”條：“宣太后愛魏丑夫，太后病，將死，出令曰：‘為我葬，必以魏子為殉。’魏子患之。庸芮為魏子說太后曰：‘以死者為有知乎？’太后曰：‘無知也。’曰：‘若太后之神靈，明知死者之無知矣。何為空以生所愛，葬于無知之死人哉？若死者有知，先王積怒之日久矣。太后救過不贍，何暇乃私魏丑夫乎？’太后曰：‘善。’乃止。”
春秋时期秦景公墓中杀殉有166人和20个人牲。秦獻公元年（前384年）廢止人殉（《秦會要訂補》卷八“從死”條引《秦本紀》）
《史記·卷六·秦始皇本紀》：“始皇初即位，穿治酈山，及并天下，天下徒送詣七十餘萬人，穿三泉，下銅而致槨，宮觀百官奇器珍怪徙臧滿之。二世曰：‘先帝後宮非有子者，出焉不宜。’皆令從死，死者甚眾。葬既已下，或言工匠為机，臧皆知之，臧重即泄。大事畢，已臧，閉中羡，下外羡門，盡閉工匠臧者，無复出者。樹草木以象山。”《汉书·楚元王传》记载“秦始皇帝葬于骊山之阿，下锢三泉，上崇山坟，其高五十余丈，周回五里有余；石椁为游馆，人膏为灯烛，水银为江海，黄金为凫雁。珍宝之臧，机械之变，棺椁之丽，宫馆之盛，不可胜原。又多杀官人，生埋工匠，计以万数。”由于秦始皇陵尚未被挖掘，人殉具体数量不能确定，虽然文献上记载有数万人，但学者黄展岳认为可能只有数千人。

## 汉朝
尽管汉高祖刘邦、汉宣帝刘询等都反对人殉，但汉代仍然存在人殉习俗，例如西汉南越王赵眜的陵墓中发现有15具殉人，汉景帝的阳陵被发现有上万刑徒的墓葬，汉武帝的茂陵周边的陪葬刑徒墓则有两万多人，这些刑徒中有的是被腰斩等酷刑处死而被填埋在帝陵四周，但大多数为高强度劳动下死后直接葬于君主陵寝附近。《史记》和《汉书》记载同时期的匈奴盛行着成规模的人祭和人殉，但目前考古尚未证实，也有人认为匈奴只有最上层的贵族才能使用殉人，而这些贵族的墓葬并未被发现。

## 三國
三國時，吳將陳武戰死，孫權下令以陳之愛妾殉葬，東晉學家孫盛指責“權仗計任術，以生從死，世祚之短，不亦宜乎！”

## 元朝
《马可·波罗游记》记载成吉思汗及其孙子旭烈兀死后均有大规模殉葬，成吉思汗灵柩经过之处，所遇之人也“尽杀之”以殉葬，总共杀殉了两千多人，旭烈兀死时甚至杀了两万人殉葬（“蒙古大汗时，杀最良之马以供大汗来世之用，蒙兀没时，送葬之途次，遇人尽杀之，其数在两万人以上”）。但这些说法的真实性有待考证。
《元史》中记载元代统治者褒奖民间自愿殉葬的行为，由于受程朱理学影响，尤其表彰妻妾为丈夫殉葬。

## 明朝
毛奇齡《彤史拾遺記》記載，“太祖以四十六妃陪葬孝陵，其中所殉，惟宮人十數人。”
趙翼《廿二史札記》卷三十二“明宮人殉葬之制”條：“明史后妃傳，太祖崩。宮人多從死者……宣宗崩，嬪何氏、趙氏、吳氏、焦氏、曹氏、徐氏、袁氏、諸氏、李氏、何氏皆從死。正統元年，皆追加贈謚。冊文曰：茲委身而蹈義，隨龍馭上賓，宜荐徽稱，用彰節行。此可見當時宮嬪殉葬之例也。景帝以郕薨，猶用其制。至英宗遺詔始罷之……否泰錄載英宗臨崩，召憲廟謂之曰：用人殉葬，吾不忍也。此事宜自我止。后世勿复焉。遂成定制。”
天順八年（1464年）正月，明英宗命令廢除活人殉葬，《稗事彙編》記載：明英宗臨崩時說：“用人殉葬，吾不忍也。此事宜自我止，後世勿復為。”《明史·英宗後紀》評論他，「罷宮妃殉葬，則盛德之事可法後世者矣。」

## 清朝
天命十一年（1626年），努爾哈赤病逝。当时诸王称努尔哈赤遗言令大福晋阿巴亥殉葬。
康熙年間，御史朱斐上書清聖祖：「屠殘民命，干造化之和。僭竊典禮，傷王制之巨。今日泥信幽明，慘忍傷生，未有如此之甚者。夫以主命責問奴僕，或畏威而不敢不從，或懷德而不忍不從，二者俱不可為訓。且好生惡死，人之常情，捐軀輕生，非盛世所宜有。」康熙十二年（1673年）下旨，禁止奴僕隨主殉葬，明令徹底廢除活人殉葬之習。